# Вольная борьба на летних Олимпийских играх 1924 — до 66 кг
Соревнования по вольной борьбе в рамках Олимпийских игр 1924 года в лёгком весе (до 66 килограммов) прошли в Париже с 11 по 14 июля 1924 года в Winter Velodrome. 
Для участия в соревнованиях заявились 29 спортсменов из 13 стран; участники из трёх стран не прибыли, в турнире участвовали 16 человек (не более двух участников от одной страны). Самым молодым участником был Освальд Кяпп  (19 лет), самым возрастным Волмар Викстрём (34 года). Соревнования проводились по системе Бергваля.
Фаворитом соревнований был Волмар Викстрём, участник игр 1912 года, чемпион Европы 1914 года, второй призёр чемпионата Европы 1921 года, но всё по греко-римской борьбе. Однако в финале Викстрёма победил совершенно неизвестный на мировой арене Рас Вис. Викстрём победил в турнире за второе место, а третье место выиграл ещё один финн Арво Хаависто. Для Викстрёма это был последний успех в карьере, а для Хаависто, ставшем через четыре года чемпионом, карьера только начиналась.  

## Призовые места
- Рассел Вис
- Волмар Викстрём
- Арво Хаависто

## Турнир за первое место
В левой колонке — победители встреч. Мелким шрифтом набраны те проигравшие, которых победители «тащат» за собой по турнирной таблице, с указанием турнира (небольшой медалью), право на участие в котором имеется у проигравшего. 

### Первый круг
| Участник 1                 | Результат | Участник 2        |
| -------------------------- | --------- | ----------------- |
| Рассел Вис У. Монтгомери   | Туше      | Уолтер Монтгомери |
| Эмиль Пувруа Х. ван Дюйзен | По очкам  | Херман ван Дюйзен |
| Арво Хаависто А. Корти     | Туше      | Аугуст Корти      |
| Альфред Пракс П. Марттер   | По очкам  | Перри Марттер     |
| Волмар Викстрём П. Эриксен | Туше      | Петер Эриксен     |
| Этьен Журден Р. Пиццокаро  | По очкам  | Рикардо Пиццокаро |
| Джордж Гардинер О. Кяпп    | По очкам  | Освальд Кяпп      |
| Эдуард Беле Э. Бэкон       | По очкам  | Эрнест Бэкон      |

### Четвертьфинал
| Участник 1                            | Результат | Участник 2                 |
| ------------------------------------- | --------- | -------------------------- |
| Рассел Вис У. Монтгомери, Э. Пувруа   | Туше      | Эмиль Пувруа Х. ван Дюйзен |
| Арво Хаависто А. Корти, А. Пракс      | По очкам  | Альфред Пракс П. Марттер   |
| Волмар Викстрём П. Эриксен, Э. Журден | Туше      | Этьен Журден Р. Пиццокаро  |
| Джордж Гардинер О. Кяпп, Э. Беле      | По очкам  | Эдуард Беле Э. Бэкон       |

### Полуфинал
| Участник 1                                                      | Результат | Участник 2                                  |
| --------------------------------------------------------------- | --------- | ------------------------------------------- |
| Рассел Вис У. Монтгомери, Э. Пувруа, А. Хаависто Х. ван Дюйзен  | По очкам  | Арво Хаависто А. Корти, А. Пракс П. Марттер |
| Волмар Викстрём П. Эриксен, Э. Журден, Д. Гардинер Р. Пиццокаро | По очкам  | Джордж Гардинер О. Кяпп, Э. Беле            |

### Финал
| Участник 1                                                                                      | Результат | Участник 2                                                          |
| ----------------------------------------------------------------------------------------------- | --------- | ------------------------------------------------------------------- |
| Рассел Вис У. Монтгомери, Э. Пувруа, А. Хаависто, В. Викстрём Х. ван Дюйзен, А. Корти, А. Пракс | Туше      | Волмар Викстрём П. Эриксен, Э. Журден, Д. Гардинер О. Кяпп, Э. Беле |

## Турнир за второе место

### Полуфинал за второе место
| Участник 1                                                        | Результат | Участник 2                 |
| ----------------------------------------------------------------- | --------- | -------------------------- |
| Арво Хаависто А. Корти, А. Пракс, Э. Пувруа                       | По очкам  | Эмиль Пувруа Х. ван Дюйзен |
| Волмар Викстрём П. Эриксен, Э. Журден, Д. Гардинер, У. Монтгомери | Туше      | Уолтер Монтгомери          |

### Финал за второе место
| Участник 1                                                                     | Результат | Участник 2                                  |
| ------------------------------------------------------------------------------ | --------- | ------------------------------------------- |
| Волмар Викстрём П. Эриксен, Э. Журден, Д. Гардинер, У. Монтгомери, А. Хаависто | По очкам  | Арво Хаависто Э. Пувруа, А. Корти, А. Пракс |

## Турнир за третье место
Уолтер Монтгомери не участвовал в турнире. 

### Полуфинал за третье место
| Участник 1                | Результат | Участник 2    |
| ------------------------- | --------- | ------------- |
| Арво Хаависто П. Эриксен  | Туше      | Петер Эриксен |
| Джордж Гардинер Э. Журден | По очкам  | Этьен Журден  |

### Финал за третье место
| Участник 1    | Результат | Участник 2      |
| ------------- | --------- | --------------- |
| Арво Хаависто | По очкам  | Джордж Гардинер |